# Eudaroniidae
De Eudaroniidae zijn een familie van uitgestorven weekdieren uit de klasse van de Gastropoda (slakken).

## Geslachten
- Eudaronia Cotton, 1945